# Сафоновський (Волгоградська область)
Сафоновський (рос. Сафоновский) — хутір в Урюпінському районі Волгоградської області Російської Федерації.
Населення становить 137 осіб. Входить до складу муніципального утворення Розсошинське сільське поселення.

## Історія
Хутір розташований у межах українського історичного та культурного регіону Жовтий Клин.
Згідно із законом від 30 березня 2005 року № 1037-ОД органом місцевого самоврядування є Розсошинське сільське поселення.

## Населення
| 2010 |
| ---- |
| 137  |